# 血小板
血小板（けっしょうばん、英: platelet または thrombocyte）は、血液に含まれる細胞成分の一種である。血栓の形成に中心的な役割を果たし、血管壁が損傷した時に傷を治す役割がある。（血小板凝集）

## 概要
血小板は、血液に含まれる細胞で、赤血球、白血球と並ぶ第三の血球系である。骨髄中の巨核球（巨大核細胞）の細胞質から産生されるため、核を持たない。大きさは約2µmであり、赤血球や白血球の細胞よりも小さい。正常状態の血中には15万～40万個/µL程度含まれている。血小板は、何種類かの血液凝固因子を含んでおり、これらは血小板のα顆粒や濃染顆粒内に含まれている。出血などで血管内皮細胞が傷害を受けると、血小板内の細胞骨格系が変化すると同時に、新たに細胞膜上に細胞接着因子の受容体（糖タンパク質のGPIbαやGPIIb/IIIaなど）が発現する。これを血小板の活性化と呼ぶ。これらの糖タンパク受容体やその他の接着因子などを介して血小板は血管内皮に接着し、血小板どうしが凝集し傷口を塞いで血栓を形成する。これを一次止血と呼ぶ。その後、ここから各種凝固因子が放出されることによって、血液中にあるフィブリンが凝固し、さらに血小板や赤血球が捕らわれて、強固な止血栓が完成する。これを二次止血と呼ぶ。体外で固まった血小板とフィブリンおよびそれに捕らわれた赤血球の塊が乾燥したものは「かさぶた」と呼ばれる。（凝固・線溶系も参照）
形態は、非活性状態では円盤状の形態であるが、出血などで血管内皮細胞が傷害を受けると活性化し、偽足（あるいは仮足）とよばれるアメーバ状の突起を伸ばして胞体を伸展させ、最終的には扁平状あるいは球状に変化する。さらに内皮細胞への粘着後には、血小板内部の顆粒が細胞骨格の成分の一つであるアクチンフィラメントによって中央にたぐり寄せられ、目玉焼きのような形態となる。（これは顆粒などの細胞小器官が中央部へと集まるからである。）
血小板は、血管内皮細胞や血漿中に存在する凝固因子と協調し、止血を行う作用を担っているほか、血管内皮細胞を正常に維持するための物質を供給している。血小板はそのほかにも、炎症反応、免疫反応、感染防御、動脈硬化、癌転移や発育などの生体反応に深くかかわっているとされる。平均寿命は8～12日で、老化した血小板は主に脾臓で破壊され、一部は流血中でも破壊される。血小板の約1/3が脾臓に分布している。

## 歴史
血小板が初めて文献に登場したのは1842年であり、アルフレッド・ドネとウィリアム・アディソンがほぼ同時期に報告している。1864年にはシャルル＝フィリップ・ロバンによって血小板のもととなる巨核球が初めて文献に記載され、1891年にウィリアム・ヘンリー・ハウエルによって「巨核球」の名称が提案された。1874年には、ウイリアム・オスラーによって血小板の形態と機能が初めて記載された。それまでは、血小板は白血球または赤血球の前駆体と考えられていた。1906年にはジェイムズ・ホーマー・ライトが血小板は巨核球から生成されることを突き止め、このころから白血球、赤血球とは異なる第三の血球系の存在が認識された。20世紀に入ると、血小板の構造、血小板膜の発見、アデノシン二リン酸の役割などが明らかにされた。1962年には、グスタヴ・ヴィクター・ルドルフ・ボーンが血小板凝集計とよばれる検査機器を考案し、病態解析はさらに進んだ。
血小板などの血球を産生を制御する因子は、1936年に小宮悦造によってその存在が指摘され、これを「poetin」と命名し、「ロイコポエチン」「エリスロポエチン」そして血小板を産生する「トロンボポエチン」との名称を提唱した。現在ではこのトロンボポエチンは血小板産生制御因子として中心的な役割を果たしていることが分かっているが、この時点では血小板産生制御因子として名称が付けられたのみで、具体的な内容をもったものではない。1980年代には、血小板の産生制御因子としての役割ももつ顆粒球コロニー刺激因子や、赤血球の産生を促すサイトカインで血小板にもかかわるエリスロポエチンが同定された。トロンボポエチンの単離・同定は長年にわたり成功せず、1994年になってからようやく発見された。

## 構造

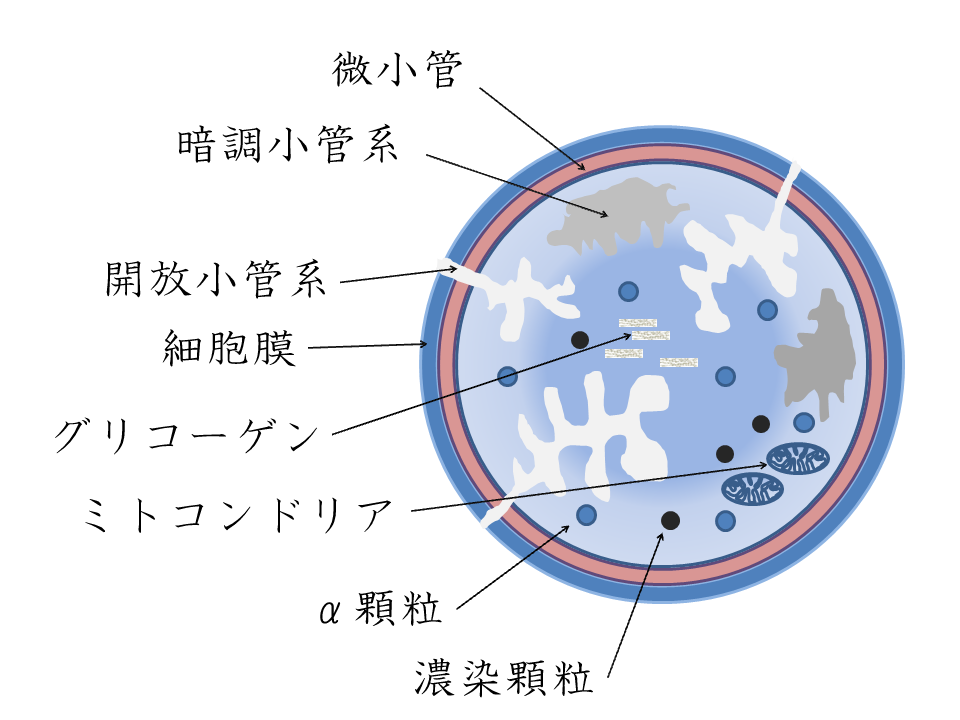
血小板の赤道面断面像

血小板は、骨髄中の巨核球にある細胞突起がちぎれて血管内に放出されることによって生まれるため、細胞質に核は存在しない。しかし、ミトコンドリア、ゴルジ体、細胞骨格、グリコーゲン、リソソームなどの細胞小器官および成分は存在する。このほかに血小板固有の細胞小器官として、開放小管系、α顆粒、濃染顆粒、暗調小管系などが存在する。細胞膜の厚さは約10nmで、他の細胞とほぼ変わらない。容積は5～10fL。周辺部は硝子様域とよばれ透明状になっており、中心部は顆粒質とよばれアズール色素に染まる。そのため核がないのにもかかわらず、この顆粒質が核のように見えることもある。

### 特徴的な細胞小器官
以下は、血小板に特有の細胞小器官である。
活性化していない血小板の表面は円盤状であるが、必ずしも平滑ではなく、表面に開放小管系(OCS)と呼ばれる穴が開いている。細胞膜の一部が陥入し、顆粒を放出するときの通路として機能する小管である。血小板表面に複数存在し、細胞質中に複雑に入り組んでいる。血小板の細胞膜は通常の細胞と同じく脂質二重層構造であり、そこには糖タンパク質（GP）が埋没あるいは貫通している。GPIIb/IIIa複合体（αIIbβ3インテグリン）やGPIb/V/IX複合体などと呼ばれる糖タンパク質は、血小板の粘着・凝集に関与する受容体としてはたらく。
α顆粒は、直径0.3～0.5µmで、球状あるいは楕円状の顆粒である。血小板中で最も多い顆粒であり、数十個存在する。顆粒内には、PF4や血小板由来成長因子(PDGF)と呼ばれる血小板固有のタンパク質のほか、フィブリノーゲン、ヴォン・ヴィレブランド因子などの凝固因子など20種類以上のタンパク質と10種類以上の糖タンパク質が存在する。
濃染顆粒はδ顆粒とも呼ばれる0.2～0.3µmの球状体で、α顆粒よりやや小さく、血小板あたり数個しか存在しない。内部にはタンパク質は存在せず、カルシウムイオン、ADP（アデノシン二リン酸）、ATP（アデノシン三リン酸）、セロトニン、アドレナリン、ノルアドレナリンなどが存在する。これら顆粒内の物質は、他の細胞に由来するもので、血漿中から取り込んでいる。
暗調小管系（DTS）は、境界膜を有する直径0.2～0.3µmの管状の小器官で、一般的な細胞での小胞体に相当する。内部にはカルシウムイオンが存在する。血小板が活性化した際には、イノシトール代謝経路の亢進によって産生されたイノシトールトリスリン酸（IP3）が暗調小管系に存在するIP3受容体を介して貯蔵するカルシウムイオンを放出し、血小板内のカルシウムイオン濃度を上昇させる。

### 形態変化
活性化していない血小板は円盤状の形態を持つ。出血などで血管内皮細胞が傷害を受けると、内皮細胞の下にある組織（血管内皮下組織）が露出する。血小板は、血管内皮下組織に存在するコラーゲンなどの細胞外基質に受容体を介して結合し、この結合によって活性化される。活性化するとアメーバ状の偽足を伸長させ、最終的には扁平に形態変化を行う。偽足は一定の方向性に従い、長くかつ細胞外基質に沿って形成され、血小板同士を密着する。偽足形成の過程では、通常では重合状態の細胞小器官である微小管が脱重合を起こし、赤道面でコイル状に配列して円盤形状をつくっていた環状構造が消失する。粘着した血小板では、偽足と偽足を埋めるように胞体突起が進展して扁平な円状となり、さらに血小板内部の顆粒が中央に集まって目玉焼きのような形態を示すようになる。（血小板無力症では胞体突起が十分に発達しない。）これらの過程で、顆粒は開放小管系と融合し、中央部（目玉焼きでたとえるなら黄身の部分）から顆粒が放出される。
このような経時的変化には、アクチン重合も深くかかわっている。アクチンは細胞骨格を構成するタンパク質の一つで、重合と脱重合により細胞の形態や運動を制御し、細胞内の動的な過程において中心的役割を担っている。アクチンがGタンパク質を介するGqカスケードやRhoファミリーGタンパク質のカスケードによって重合し、同じく細胞骨格を構成するタンパク質の一つであるミオシンと結合したアクトミオシンが形成される。これらアクチンの構造物に依存して血小板の形態変化が起こる。
またトロンビンやADP、コラーゲンなどのアゴニストによって刺激を受けると同様に活性化し、偽足形成を伴う球形に変化する。ただし、上記のような粘着時の偽足と比べアゴニストの作用による偽足は短く、方向性も見られない。大きな凝集塊を形成すると、偽足による血小板同士の接着度は強くなり、個々の血小板が識別できないほどに変形する。アゴニストの違いによって形状の差は大きくないが、一般にトロンビンによる凝集時では内部の顆粒はほとんど消失するのに対し、ADPやコラーゲンの時には顆粒が残存しているものも見られる。

## 機能
血小板は、血管内皮細胞に破綻が生じ出血などに至った際、細胞や血漿中に存在する凝固因子と協調して、止血をする機能を担っている。血小板は組織に粘着し、その他の血小板を活性化・巻き込み結合させて凝集塊を形成する一次止血を行い、フィブリノーゲンなどを組み込みながら二次止血を行う。ここでは継時的に血小板が血栓形成に果たす役割を述べていく。（血小板以外の因子が関わる詳細は凝固・線溶系を参照）

### 接着と活性化

血管の構造

血小板の活性化は血管の傷害によって始まる。血管は内膜、中膜、外膜によって構成され、このうち内膜は内皮細胞と内皮下組織によって構成されている。通常の血管はこの内皮細胞に囲まれており、内皮細胞が血小板の付着や凝集を阻止し、正常な状態の血管で血液凝固が起こらないようにしている。

#### 血小板の接着
血管内皮細胞が傷害を受けると、その下にある血管内皮下組織が露出する。内皮下組織は主にコラーゲンでできており、コラーゲンの露出に血小板は反応して血小板は粘着する。コラーゲンとの粘着において仲介的役割を果たすのが、血中や血小板内に存在するヴォン・ヴィレブランド因子である。ヴォン・ヴィレブランド因子はコラーゲンと結合して活性化した上で、血小板上に存在する糖タンパク質の一種であるGPIb/V/IX複合体とも結合する。つまり、ヴォン・ヴィレブランド因子は、コラーゲンと血小板の両方を自己に結合させることによって、血栓形成を促す接着剤のような役割を持つ。さらに、血小板内ではこの結合によって別の糖タンパク質であるGPIIb/IIIa（αIIbβ3インテグリン）が活性化し、ここにフィブリノーゲンが結合する。このフィブリノーゲンは、別の血小板ともGPIIb/IIIaを介して結合し、これが連鎖していく。また、ヴォン・ヴィレブランド因子を介する反応の他に、血小板は直接コラーゲンと結合することもできる。これは血小板のコラーゲン受容体であるGPIa/IIIaとGPVIによって行われる。
このような、血小板やヴォン・ヴィレブランド因子による血栓を、一次止血あるいは血小板血栓と呼ぶ。可逆的であるため、血小板だけの血栓では脆く不安定である。

#### アゴニストによる活性化
血小板内では、血管傷害部位に存在するトロンボプラスチン（組織因子,TF）などの活性化を受けて凝固系の反応が始まる。凝固系第IX因子（クリスマス因子）から外因系経路が、凝固系第XII因子（ハーゲマン因子）によって第XI因子（血漿トロンボプラスチン前駆物質）が活性され内因系経路がそれぞれ始まり、これらの経路によって最終的にトロンビンを産生する。また、傷害された内皮細胞からはADPが放出される。トロンビンやADPは血小板の生理的活性物質として働き、それぞれ特異的な血小板細胞内信号伝達の経路をとおして血小板を活性化する。
トロンビンの細胞内信号伝達経路は、トロンビン受容体を介して行われる。トロンビン受容体はPARsと呼ばれ、このうち血小板に多く存在するものはPAR-1と呼ばれる。PARsは7回細胞膜を貫通した構造を持つGタンパク質共役受容体と呼ばれる種類の受容体である。ただし、この受容体は特殊な構造をしており、トロンビンが直接結合するわけではなく、トロンビンが受容体の構造の一部を分解し、その分解によってむき出しになった受容体の一部分と受容体が反応する。受容体からのシグナルはRhoファミリーGタンパク質やGqなどの複数のGタンパクを介した経路によって血小板の活性化を行うが、詳しい経路はまだわかっていないことも多い。
ADPによる細胞内信号伝達経路は、ADP受容体を介して行われる。ADPの受容体はP2受容体と総称され、このうち血小板には3種類が存在すると考えられている。このうち2つは7回細胞膜を貫通した構造を持つGタンパク質共役受容体と呼ばれる種類の受容体であり、GタンパクのGqとGiを介した反応が起こると考えられている。残りの1つは、P2Xと呼ばれ、ADPの結合によってカルシウムチャネルが開くイオンチャネル型受容体と呼ばれる種類の受容体である。
これらアゴニストによる活性化を受けると、血小板は前述のように形態を変化させ、さらに内部の顆粒を放出して他の多数の血小板を活性化する。

### 顆粒放出
血小板には、α顆粒、濃染顆粒、リソソームなどの膜状の顆粒と、開放小管系（OCS）と呼ばれる細胞小器官が存在する。血小板が活性化すると、これらの細胞小器官が機能し、顆粒内物質を細胞外へ放出する。顆粒放出は、顆粒の中心化、顆粒同士の融合、顆粒と開放小管系の融合、顆粒の放出という過程を進む。これには血小板の形態変化が深くかかわっており、形態変化の節で言及したアクトミオシンの収縮力によって、顆粒が中心へと集まり、顆粒放出反応が起こる。顆粒同士の癒合、顆粒と開放小管系との融合には、通常の細胞の小胞輸送にも関与しているSNAREタンパク質が関与していており、SNAREによって顆粒の膜同士は特異的に結合することができる。放出される顆粒には、トロンビンやADPのほかに、トロンボキサンA2(TXA2)が含まれる。

### TXA2
血小板内でアラキドン酸カスケードと呼ばれる脂質活性物質を作る経路によって、アラキドン酸を材料にシクロオキシゲナーゼ-1（COX-1）という酵素によって合成されるプロスタグランジンH2(PGH2)を経由して合成される。ここで作られ放出されたTXA2は、他の血小板のTXA2受容体（TPと呼ばれる）に結合し、活性化を増強する。
このように、活性化した血小板がADP、TXA2などを放出することで、他の多数の血小板を活性化し、さらに血小板が粘着する正のフィードバックを起こしている。

### 凝集塊形成

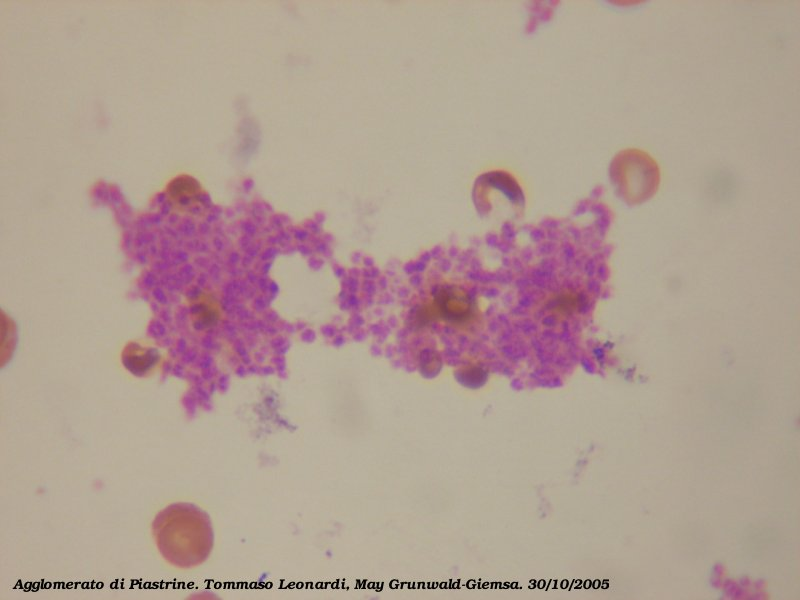
凝集した血小板

活性化した血小板は、フィブリノーゲンによって結合し、凝集塊を形成する。フィブリノーゲンは、血小板のGPIIb/IIIa（αIIbβ3インテグリン）と呼ばれる糖タンパク質に結合することができる部位を2つもっており、これによって血小板同士を連結する。活性化していないGPIIb/IIIaには結合することはできない。結合した血小板はさらに活性化され、その上にまた別の血小板がフィブリノーゲンによって結合する。フィブリノーゲンは血小板内で合成されたトロンビンによる加水分解によって構造の一部を切断され、安定化してフィブリンとなる。血小板とフィブリンによる血栓を二次止血あるいはフィブリン血栓と呼ぶ。血小板とフィブリンは凝固の際、赤血球などの他の血球成分も取り込んで固まる。これを血餅とよび、乾燥して痂皮（かさぶた）となる。
ここまでで血栓の形成は完成しているが、いつまでも血栓が存在していると血管は閉塞してしまう。そこで、役割を終えたフィブリンはプラスミンなどの線溶系の働きによって分解され、血小板同士の結合は解消される。また、血小板のリソソームから放出される加水分解酵素によって役割を終えた血小板は分解される。（詳しくは線溶系を参照）さらに、形成した血餅は次第に退縮していく血餅収縮と呼ばれる現象を起こす。これは、血餅中で血小板とフィブリンが結合した状態で、血小板内の収縮タンパク質が機能し、フィブリンが引っ張られることによって起こると考えられている。

## 凝集以外の作用
血小板の主な作用は、コラーゲンへの粘着・血小板同士の凝集による血栓の形成であるが、これ以外にも血小板の作用が存在する。

### 内皮細胞との相互作用
血管内皮細胞とは相互作用が存在する。内皮細胞はプロスタグランジンI2、一酸化窒素（NO）などを産生しているが、これは血小板の活性化、凝集を抑制し、正常な状態で血栓の形成が起こらないように抑制している。一方、血小板は、血管内皮細胞増殖因子（VEGF）やチミジンホスホリラーゼを産生し、内皮細胞の遊走と増殖を促進している。また血小板は、内皮細胞の遊走・増殖抑制や、血小板自身のVEGF産生抑制に関わるトランスフォーミング増殖因子-β（TGF-β）も産生している。このTGF-βは初めは不活性型である。血栓が役割を果たし不要になった際、内皮細胞は組織プラスミノーゲン活性化因子（t-PA）を放出し、プラスミノーゲンを血栓を溶かす物質であるプラスミンに変えるが、TGF-βはこのプラスミンによって活性化されて内皮細胞を抑制する。つまり、負のフィードバックとして働いている。
このように、内皮細胞と血小板は互いに作用しあっているが、これが破綻すると過剰な血栓の形成や血管内膜の肥厚によって、血栓症や動脈硬化などを引き起こす。

### 血小板-白血球複合体
血小板は、白血球と結合することによって遊走することができる。血小板は自力で特定部位に遊走できないため、炎症や組織の損傷部位に自力で遊走・沈着する性質を有している白血球と複合体を形成することで、連れて行ってもらっていると考えられている。
血小板-白血球複合体の最初は、血小板膜表面に存在するP-セレクチンと、白血球表面に存在するP-セレクチン糖タンパク質リガンド-1（PSGL-1）が結合することによって始まる。これによって白血球と血小板はお互いに活性化しあい、最終的にフィブリノーゲンを介して血小板上のGPIIb/IIIaと白血球のαVβ3とが結合しあう。さらに双方が持つモノクローナル抗体であるCD36や、血小板のICAM-2と白血球のαLβ2などの受容体も結合に関わっており、これらによって複合体は形成されている。
遊走以外にも複合体の役割にはさまざまなものがある。たとえば白血球は、免疫反応のために血栓の中に侵入する際にも血小板と結合する。このとき、白血球の一種である単球は組織因子（TF）を発現しているため、血小板の中で凝固系の外因系が発現し、止血や血栓の形成促進に働く。
また、炎症が起きた際にも血小板は役割を果たす。血小板は白血球と結合すると、血小板由来成長因子（PDGF）やトランスフォーミング増殖因子-β（TGF-β）、PF-4といった白血球を活性化する物質（ケモカインと総称される）を産生、放出する。さらに、モノクローナル抗体の一種であるCD40と呼ばれるリガンドによって、白血球や内皮細胞を活性化し、免疫機能を促進する物質であるサイトカインを発現をさせる。その他に、血小板表面にはFcγIIA受容体が発現しており、これによって免疫グロブリンG（IgG）や免疫複合体といった抗体を結合させ、免疫系の補体系と呼ばれる反応を活性化する。

### 癌との関連
血小板は癌との関連が指摘されている。血小板は止血をするだけではなく、活性化に伴って血小板由来成長因子(PDGF)や血管内皮細胞増殖因子(VEGF)、上皮成長因子(EGF)、トランスフォーミング増殖因子-β（TGF-β）などの細胞増殖因子の放出を行う。癌細胞には、PDGF受容体やEGF受容体を発現するものがあり、血小板から放出される増殖因子によって癌細胞は増殖することが実験では確かめられている。このほかに、癌細胞には血小板が生成するトロンビンの受容体であるPAR-1を発現しているものがあり、実験ではこれらの癌細胞をトロンビンで刺激すると増殖することが確認されている。ただし、生体内でも同様の増殖効果があるのかは不明である。
このほか、癌細胞のもつ特徴の一つである血管新生に、血小板の分泌する血管内皮細胞増殖因子(VEGF)が関連する可能性が指摘されている。また、血小板が癌の転移に関連していると指摘する論文もある。これは、肺癌の周囲に血小板の凝集が観察されたことに端を発しており、人為的に血小板を減少させた動物実験では、がんの転移が減少しているという報告がある。いずれにしろ明確な結論は出ていない。

## 産生と寿命

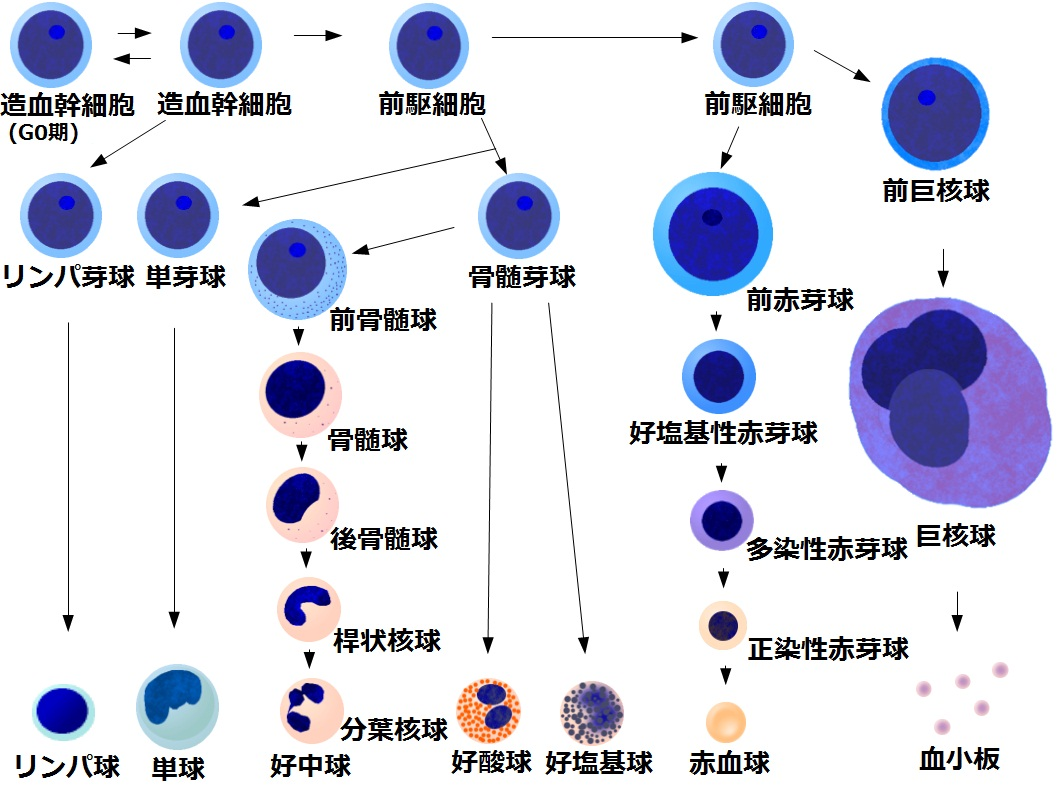
造血幹細胞とその細胞系譜

血小板を含めた全ての血球は骨髄の中の造血幹細胞に由来している。骨髄において造血幹細胞は、骨髄系幹細胞から巨核芽球を経て巨核球へと分化する。血小板とは、この巨核球の細胞質が数千個にちぎれたものである。産生後、血中の血小板の約1/3は脾臓に分布する。平均寿命は8～12日で、老化した血小板は主に脾臓で破壊され、一部は流血中でも破壊される。

### 産生過程

#### 巨核球からの分化過程
骨髄において、造血幹細胞から巨核球系へと分化することを運命づけられた細胞は、巨核球コロニー形成細胞(CFU-Meg)と呼ばれる前駆細胞になる。この段階ではまだ遺伝子は通常の細胞と同じく二倍体(2N)であり、細胞分裂を経て巨核芽球へ分化する。巨核芽球の段階においては、染色体数が増幅され多倍体化し、八倍体(8N)以上になると巨核球となる。この段階での多倍体化は、細胞分裂の後期または終期において細胞分裂が完了せず、極に離れた増幅された染色体がそのまま残るように核膜が再構成されることによって引き起こされると考えられている。

#### 細胞小器官形成と血小板放出

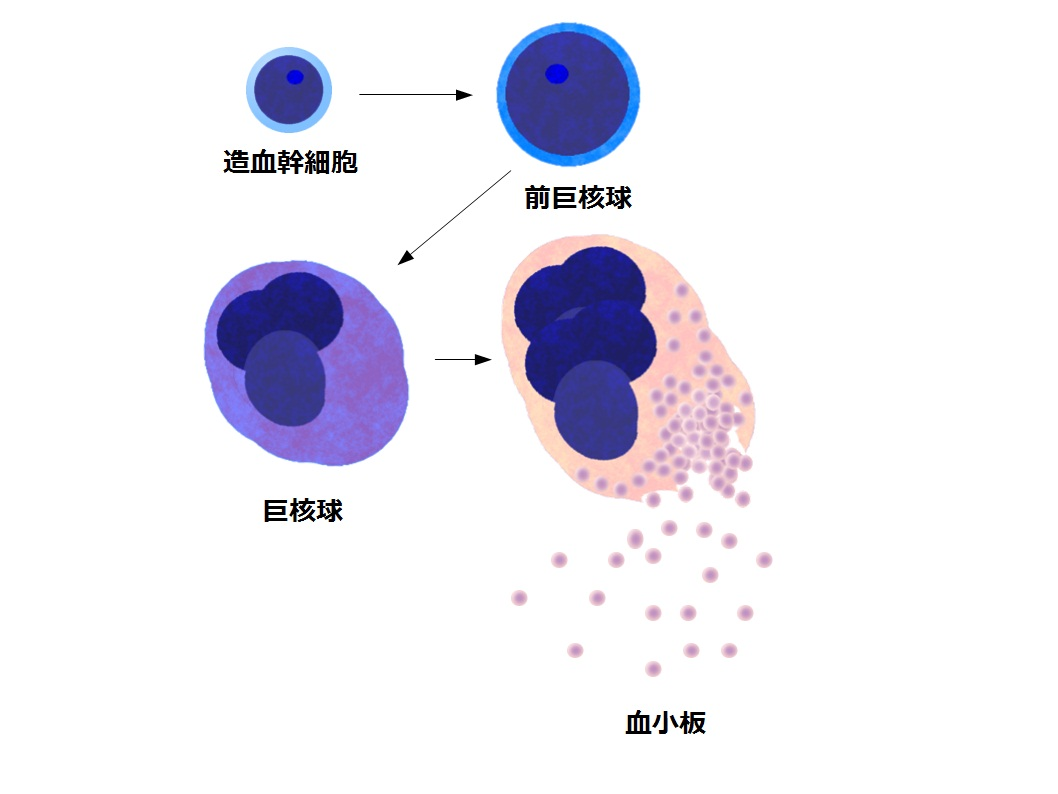
血小板の産出

その後巨核球では、分離膜とよばれる血小板の細胞膜のもととなる膜が形成され、細胞質全体に拡大する。このとき、α顆粒や濃染顆粒が形成されていく。これらの形成によって細胞質は成熟し、十分に成熟すると巨核球はアメーバ様の細胞突起を多数形成する。この突起には多数のくびれが生じ、血小板の形をしたふくらみを形成する。このくびれの断裂によって、1個の巨核球から何千個もの血小板が生まれる。この過程をproplatelet formation（platletは英語で血小板の意味）と呼ぶ。

#### 産生制御因子

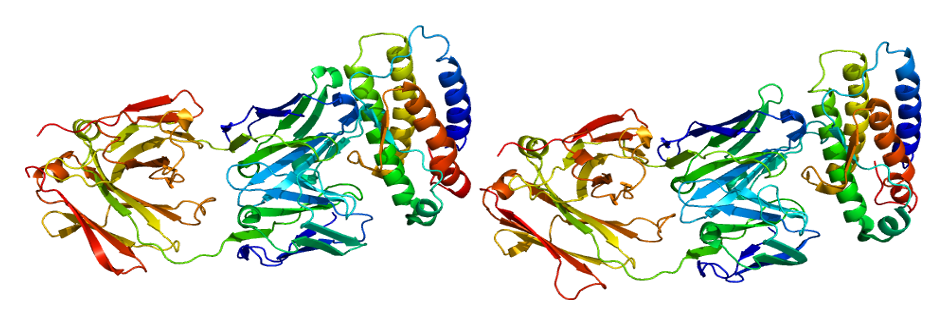
トロンボポエチンの分子構造

血小板の産生は、さまざまな制御因子によって調整されている。血小板産生の制御因子に関する理論として、"two factor theory"というものがある。この理論は、血小板の生成は、単独で巨核球形成作用のある「巨核球コロニー刺激因子(Meg-CSF)」と巨核球の成熟を促す「巨核球増幅因子（Meg-POT）」の二つの因子で調節されているというものである。Meg-POTは、Meg-CSFの存在下で巨核球のコロニー数、コロニーサイズ、倍数性の増加、細胞のサイズを促進する。
以下に、代表的な血小板産生制御因子の作用をまとめた。
- トロンボポエチン(TPO) - Meg-CSF,Meg-POT
- エリスロポエチン(EPO) - Meg-POT[注 5]
- SDF-1 - TPO存在下でのみ血小板数増加に作用
- GM-CSF - Meg-CSF
- SCF - GM-CSFとIL-3との共存でMeg-CSF[61]
- FL - GM-CSF、IL-3、SCFとの共存でMeg-CSF
- インターロイキン3 (IL-3) - Meg-CSF
- インターロイキン6 (IL-6) - Meg-POT
- インターロイキン7 (IL-7) - Meg-POT
- インターロイキン11 (IL-11) - Meg-POT
- LIF - Meg-POT
- OSM - Meg-POT

#### トロンボポエチン
制御因子の中で特に重要な役割を果たしているのは、Meg-CSFとしての活性とMeg-POTとしての活性を併せ持つトロンボポエチン(TPO)である。トロンボポエチンは巨核球の数や倍数性を増加させるだけでなく、産生後の血小板自体にも作用する。血小板にはトロンボポエチン受容体が存在し、試験管での実験上ではADP、コラーゲン、トロンビンなどによる血小板凝集を促進することが分かっている。ただし、トロンボポエチン単独では血小板の凝集や脱顆粒までは起こらない。また、生体内でどのように血小板に作用するのかという詳細は、さまざまな仮説が検討されているもののよく分かっていない。
巨核球や血小板への作用は全過程で見られるわけではなく、たとえば巨核球におけるアメーバ状の胞体形成と血小板の放出には関与していない。むしろトロンボポエチンは、前述のプロプレートレット形成において阻害的にはたらくとされている。

### 寿命

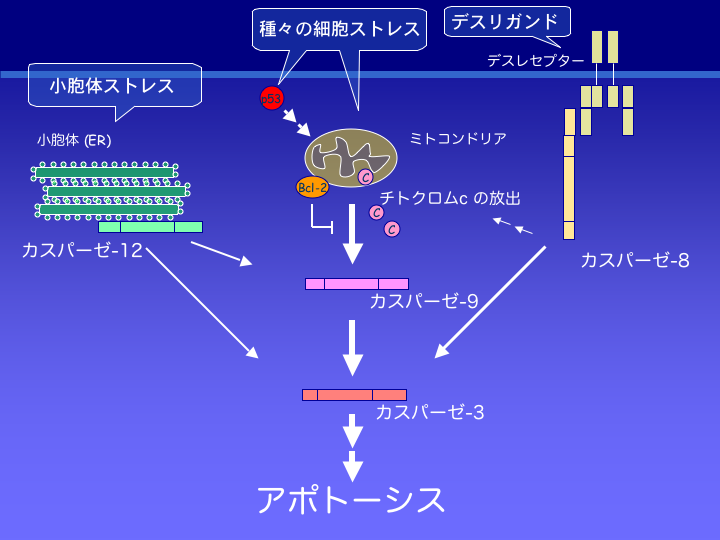
アポトーシス経路

産生後の末梢血小板のうち約1/3は脾臓に分布する。脾臓内の血小板はそこに捕捉されているわけではなく、脾内をゆっくりと循環しているものと考えられている。骨髄巨核球から産生された血小板は、出血などが起こらない限り、一定期間存在したのち脾臓で処理される。
血栓形成に関わり消費されない限り、ヒトにおいては8～12日程度、マウスでは5日程度の寿命を全うする。血小板寿命には主にアポトーシス（あらかじめ決められた細胞死の一種）が関与し、これによって血小板は計画的に死を迎える。血小板におけるアポトーシス制御に関わるのは、BCL2ファミリータンパク質と呼ばれるタンパク質の一群であり、この分子が関わる経路は内因系アポトーシス経路と呼ばれる。BCL2ファミリータンパク質のうち重要な役割を果たしているのは、アポトーシスを抑制するBCL-XLという分子と、アポトーシスを促進するBAK1と呼ばれる分子で、これらのバランスによって血小板寿命が決まっている。BCL-XLはBAK1を抑制するはたらきをもつが、血小板内においてBCL-XLはBAK1と比べて早期に分解されるため、一定期間が過ぎるとBAK1が抑制されなくなりアポトーシスが起こるしくみとなっている。（このため、BCL2の分子標的治療薬の副作用として、アポトーシス促進によって血小板が減少することがある。）
末梢血中に存在する時間を「血小板寿命」、単位時間あたり末梢血から消失する時間を「血小板回転」と呼ぶ。（ターンオーバー (生物)も参照）これらの指標は、後述する血小板減少の疾患や血栓・塞栓の診断、治療効果の診断に用いられる。検査手法は放射性同位体を用いる方法のほか、アスピリンを用いる手法などもある。詳しくは、検査の節を参照。

## 血小板製剤

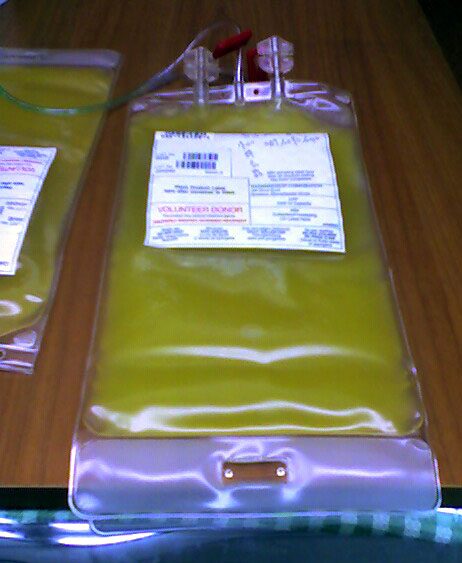
濃厚血小板製剤

血小板製剤は、血液の成分採血で採取した血小板を、血漿中に浮遊させたものである。日本赤十字社による製剤の名称は濃厚血小板である。事故や疾患などで血小板数が減少または機能低下した際に出血傾向のある場合に使用される。血液から赤血球が除かれているため、一般にイメージされる血液製剤の色とは異なり、黄色の製剤である（右画像参照）。2022年まで、有効期限は採血後4日間と短かった。2023年10月より、細菌スクリーニングの導入により、有効期間は4日から6日に延長された。かつては赤血球製剤と同様に1～6℃で保存されていたが、この保存法では輸血後ただちに血中から消失してしまうため、現在では20～24℃での保存に改められた。製剤には一般的な血小板製剤のほか、免疫反応である輸血後移植片対宿主病（PT-GVHD）の発症の危険性を考慮して放射線照射を行ったものや、HLA型を一致させた製剤などが存在していた。2023年10月より、全て放射線照射製剤となっている。

### 適用
血小板製剤は、血小板減少症によって活動性出血が生じているときや、大量に輸血するとき、播種性血管内凝固症候群(DIC)に陥り血小板数が急激に減少したとき、悪性腫瘍やその治療が原因で血小板数が減少しているときなどに用いられる。ただし、血栓性血小板減少性紫斑病(TTP)や溶血性尿毒症症候群(HUP)においてはむしろ症状が悪化する可能性があるため使用は避けられる。
投与時には以下の式に従い必要投与量を決定する
- 予測血小板増加数(/µL)={(輸血血小板総数) / (循環血液量(mL)×103) ｝× 2/3

このときの2/3は、輸血された血小板が脾臓に捕捉されてしまう分の補正のために掛ける係数である。また、有効性の評価には、以下の式を用いる。
- 補正血小板増加数(/µL)=（輸血血小板増加数(/µL)×体表面積(m2)）/ 輸血量血小板総数(×1011)

補正血小板増加数(CCI)は、通常の場合、血小板輸血後約1時間に少なくとも7,500/µL以上、翌朝又は24時間後に4,500/µL以上となれば良好である。

### 有害事象
血小板製剤にはさまざまな有害事象が起こる可能性がある。まず挙げられるのは細菌感染で、これは20～24℃で保存されることの弊害である。特に、頻回供血者の採血跡が消毒されていないと表在菌の感染がありうる。採血後7日後以降では細菌感染が増加するため、現在日本では血小板製剤の有効期限は採血後6日間と定められている。低温での保存は、たとえ短時間であっても輸血後の血小板寿命が不可逆的に短縮するため不可能である。これは、肝臓のマクロファージであるクッパー細胞が、低温保存された血小板を認識して貪食してしまうことが原因である。
その他の有害事象として、同種免疫による抗体産生も起こる可能性がある。輸血血小板に対するHLA抗体が産生されると、輸血血小板が不応性となる。また、製剤投与によるショックや過敏症などの免疫学的副作用があらわれることがある。ただ、同種抗体の反応は血小板成分によって起こるというよりも、むしろ製剤に混在するBリンパ球や単球といった白血球が主な原因と考えられている。これを防ぐためには、白血球除去フィルターによって混在する白血球を除去することが必須である。現在日本において用いられている血小板製剤は、血液成分採血によって白血球の大部分を除去して採取されている。また、全製剤、白血球除去のために放射線照射を受けている。

## 検査
| 状態                          | プロトロンビン時間 | 活性化部分トロンボプラスチン時間 | 出血時間 | 血小板数             |
| ----------------------------- | ------------------ | -------------------------------- | -------- | -------------------- |
| ビタミンK欠乏 or ワルファリン | 延長               | 変化なし または やや延長         | 変化なし | 変化なし             |
| 播種性血管内凝固症候群        | 延長               | 延長                             | 延長     | 減少                 |
| ヴォン・ヴィレブランド病      | 変化なし           | 延長 or 変化なし                 | 延長     | 変化なし             |
| 血友病                        | 変化なし           | 延長                             | 変化なし | 変化なし             |
| アスピリン                    | 変化なし           | 変化なし                         | 延長     | 変化なし             |
| 血小板減少症                  | 変化なし           | 変化なし                         | 延長     | 減少                 |
| 急性肝不全                    | 延長               | 変化なし                         | 変化なし | 変化なし             |
| 末期肝不全                    | 延長               | 延長                             | 延長     | 減少                 |
| 尿毒症                        | 変化なし           | 変化なし                         | 延長     | 変化なし             |
| 無フィブリノーゲン血症        | 延長               | 延長                             | 延長     | 変化なし             |
| 第V因子欠乏                   | 延長               | 延長                             | 変化なし | 変化なし             |
| 第X因子欠乏                   | 延長               | 延長                             | 変化なし | 変化なし             |
| 血小板無力症                  | 変化なし           | 変化なし                         | 延長     | 変化なし             |
| ベルナール・スリエ症候群      | 変化なし           | 変化なし                         | 延長     | 減少 または 変化なし |
| 第XII因子欠乏                 | 変化なし           | 延長                             | 変化なし | 変化なし             |
| 遺伝性血管浮腫                | 変化なし           | 短縮                             | 変化なし | 変化なし             |

血小板は、通常の血液検査では血小板数(PLT)に加え、血液中の血小板の容積割合をあらわす血小板クリット（血小板容積比率）、血小板の容積の平均をあらわす平均血小板容積、血小板粒度分布のピークの高さを100%としたときに20%までの分布幅をあらわす血小板粒度分布(PDW)がおもに検査される。基準値は検査機関によって異なるが、血小板数(PLT)の基準値はおおむね15万から35万/µLである。なお、プロトロンビン時間(PT)、活性化部分トロンボプラスチン時間(aPTT)などの凝固能検査は、凝固因子に関係する検査であるため、基本的には血小板数の影響を受けない。
また、本態性血小板血症などで高度の血小板数増加があると、採血管内で血液凝固に伴い血小板からカリウムが大量に流出して、偽性高カリウム血症を呈することがある。EDTA依存性偽性血小板減少症では、抗凝固剤としてEDTAではなくフッ化ナトリウムを採血に用いないと正確な血小板数を測定できない。
そのほか、血小板そのものまたは血小板に関わる機能特有の検査について以下に述べる。

### 血小板機能検査
血小板機能には、粘着・放出・凝集の3つの機能がある。これらの機能を検査し、血小板機能異常症やヴォン・ヴィレブランド病を検出するのが血小板機能検査である。
粘着能の検査には、主にコラーゲンビーズカラム法か、水晶振動子を用いた検査法がある。コラーゲンビーズカラム法は、血管内皮下組織のコラーゲンへの血小板停滞率（つまり粘着率）を測定する方法である。測定の簡便さや再現性の良さ、低コストなどの利点があると期待されており標準化が試みられているが、臨床応用には至っていない。水晶振動子を用いる検査法は、血小板の粘着塊の重量を水晶の振動の変化で測定する方法で、感度が高く再現性もよいが、実用化は2004年現在困難とされている。
凝集能の検査は、血小板機能低下症や機能亢進症が疑われるときに行われる。凝集能検査では、凝集に伴う光学的な透過度の変化を測定する比濁法が用いられる。これは1962年にBornが開発した原理を用いている。このほかに、電極を用意し、そこに凝集した血小板を電気抵抗の変化で検出するインピーダンス法や、透過光の代わりに散乱光を用いた検査法が存在する。インピーダンス法は遠心分離操作が不要なためすべての血小板凝集能を測定することができるが、初期の電気抵抗変化は赤血球によるものもあるため安定しない欠点もある。散乱光を用いる検査は、血小板の小さい凝集塊も感度よく検出できるため、血小板機能亢進症の診断に有用とされている。

### 血小板寿命検査
血小板回転検査とも呼ぶ。血小板の寿命を測定することによって、患者内での血小板の動態を推測することができる。この測定には放射性同位体が用いられており、かつてはNa51CrO4が用いられていたが、現在ではインジウムの放射性同位体114Inが用いられる。検査は、114Inで標識した被験者の血小板を静脈注射し、数日にわたって継続的に採血を行って流血中の放射活性を測定して標識血小板数を調べることによって行う。
この検査は、特発性血小板減少性紫斑病など、血小板が多量に破壊されることによって血小板寿命が短縮する疾患の検査として用いられるが、放射性同位体を用いる特殊な設備を要するため、行われる機会は少ない。

### 出血時間検査
出血時間検査は、血小板による一次止血を調べる検査である。血小板の機能に異常が生じると、出血してから自然に止血までの時間が延びるため、血小板機能異常の検査として用いられている。主にDuke法とIvy法の2つの方法があり、どちらも被験者の皮膚に人工的に傷をつくり、そこから出る血液が自然に止まるまでの時間を測定することによって検査を行う。被験者の皮膚を直接観察して行うため信頼性が高いが、再現性など測定意義に問題があるとされており、明らかに出血傾向が疑われる患者にのみ用いられる。
Duke法は、耳朶を長さ2mmほど切り、自然に止血するまでの時間を測定する。一定の切り傷を人工的に作ることは難しいため、再現性が乏しく、欧米では使用されていない。正確な出血時間の測定にはIvy法（商標名:Simplate法）が有用である。これは皮膚に一定の血圧をかけ静脈圧が一定の状態で、専用の器具を用いて一定の切り傷を人工的に作り、止血するまでの時間を測定する。
出血時間検査で異常となった場合、血小板無力症、ヴォン・ヴィレブランド病、尿毒症などが疑われる。

### 血餅収縮検査
血液凝固が起こり、血小板が血餅中に取り込まれると、一定時間後に退縮する。この現象は血餅収縮と呼ばれ、これが起こるためには血小板が糖タンパク質GPIIb/IIIaを介してフィブリンと結合していることが前提となる。血餅収縮検査を行うことによって、このGPIIb/IIIaの欠損を検出することができるため、血小板無力症のスクリーニング検査として用いられる。方法としては、全血を用いて凝固前と凝固後の血清量（凝固した血餅を取り除いた液体の量）を比較するMacfarlane法と、血小板が多量に含まれる血漿中にトロンビンを加え、血小板・フィブリン塊が収縮した後に分離した血清量を測定するCastaldi変法がある。血小板無力症の診断では、血餅収縮検査を行ったのちは、次のステップの検査として、前述の出血時間検査、血小板凝集能検査などを行う。

## 関連する疾患
血小板が関連する疾患には、血小板数の異常と、機能異常などの質の異常がある。数の異常では、血小板数が通常より少なくなる状態を血小板減少症と呼び、逆に通常より多くなる状態を血小板増加症と呼ぶ。

### 血小板減少
皮膚や粘膜の出血の程度は、血小板数と相関している。血小板数の基準値はおおむね15万から35万/µLである。血小板数が8万～10万/µLまで減少すると軽度の打撲で出血斑が生じ、5万/µL以下では打撲した記憶がない出血斑が出現、1万/µL以下になると点状出血が生じる。出血傾向は2万 - 3万/µL以下で生じるが、同じ血小板数であっても疾患によって出血症状の程度は異なる。
血小板減少症の原因は、骨髄における産生能力の低下、末梢における血小板利用・破壊の亢進、血小板の分布の異常、先天性（遺伝性）の4通りに大別される。このうち、先天性（遺伝）のものは機能異常に分類されるため、ここではおもに他の3つについて論じる。血小板減少をもたらす原因疾患は数が多いため、代表的なものを挙げた。

#### 血小板産生能力の低下
骨髄における血小板産生能力の低下をもたらす疾患としては、血小板だけでなく赤血球や白血球等の他の血球成分も減少する汎血球減少が起こるものと、血小板のもととなる巨核球のみが減少することによって起こるものの大きく2つに分類される。汎血球減少の代表例としては、再生不良性貧血や急性白血病、悪性リンパ腫などがある。（詳細は各記事を参照）巨核球のみが減少する疾患としては、先天性無巨核球性血小板減少症などがある。これは、常染色体劣性遺伝形式をとる稀な疾患で、巨核球においてc-Mplと呼ばれるトロンボポエチン受容体が変異することによって生じる。経過によっては汎血球減少も生じると考えられている。

#### 血小板利用・破壊の亢進
末梢において血小板破壊や血小板消費が亢進すると、血小板寿命の低下をもたらす。さらに、血小板が減少することで、出血時間の延長や紫斑などの症状を来たす。血小板寿命の低下をもたらす疾患としては、自己免疫疾患の一種である特発性血小板減少性紫斑病(ITP)、全身性エリテマトーデス(SLE)などがある。また、血小板を多量に消費する疾患として、播種性血管内凝固症候群(DIC)、血栓性血小板減少性紫斑病(TTP)、溶血性尿毒症症候群がある。（詳細は各記事を参照）

#### その他
血小板分布異常の原因疾患としては、脾機能亢進症、骨髄線維症、血管腫（血管奇形）などによる血小板の貯留がある。特に脾臓には、通常血小板の2/3が分布しているため、脾臓機能が亢進すると血小板分布がさらに増加し、その結果血小板減少を引き起こす。脾機能亢進症をきたす疾患としては、脂肪肝、肝硬変やバッド・キアリ症候群などによる門脈圧亢進症、慢性骨髄性白血病(CML)、ゴーシェ病やニーマン・ピック病などの先天性代謝異常症が挙げられる。これらの疾患のほかに、大量出血などで血液が体外へ大量に出ると当然血小板も減少する。
また、抗生物質、アスピリンなどの抗炎症薬、利尿薬などの薬剤による副作用で血小板減少を引き起こすこともある。特に、アスピリンなど非ステロイド系抗炎症剤(NSAIDs)は血小板凝集作用を抑制する。これは、アスピリンが抑制する発痛物質の炎症性プロスタグランジンと同じ経路によって、血小板の活性化物質のトロンボキサンA2も作られているからである。なお、この作用を利用して低容量アスピリン製剤は動脈血栓症（非心原性脳梗塞、狭心症、心筋梗塞）の発生予防薬として用いられている（薬剤の影響は不可逆的であるが、血小板の寿命がつきる数日でなくなる。またアスピリンは使用量によって作用が異なることがあるので、血栓予防の用途で使用する際は容量に注意が必要である。アスピリン・ジレンマ項参照）。

### 血小板増加
血小板が40万/µL以上に増加したとき、血小板増加症と定義される。血小板増加症の原因は、骨髄機能自体の異常である一次性増加症と骨髄以外に原因のある二次性増加症、家族性（遺伝性）血小板血症の3つに大別される。割合としては二次性増加症がもっとも多く約8割で、一次性増加症が約1割超である。
一次性増加症には本態性血小板血症、真性多血症、慢性骨髄性白血病などがある。二次性血小板増加症としては、関節リウマチや血管炎症候群、サルコイドーシスなどの慢性炎症性疾患のほか、感染症、鉄欠乏性貧血、溶血性貧血、悪性腫瘍などが挙げられる。これらの疾患や病態では血小板産生速度が増加している。また、運動後や分娩後に一時的に血小板数が上昇することがある。遺伝性の疾患としては、家族性血小板血症（家族性血小板増加症）がある。これは、遺伝子の異常によって、血清中のトロンボポエチン（TPO）がきわめて高値となり、結果として血小板数が増加することが原因である。遺伝形式は常染色体優性から伴性劣性遺伝まで存在し多様で、単一の遺伝子異常に基づくものではないとされる。

### 血小板機能異常
血小板機能異常は、遺伝による先天異常として、血小板粘着の異常、血小板凝集の異常、血小板内顆粒放出の異常、血小板凝固活性の異常の4つと後天性の異常に分けることができる。

#### 先天異常
先天性異常の4つの分類のうち、血小板粘着の異常がみられるのはベルナール・スリエ症候群である。これは、血小板においてヴォン・ヴィレブランド因子受容体であるGPIb/IX/Vに遺伝的な異常があることが原因とされ、常染色体劣性遺伝をとる。血小板数の減少自体は軽度である。
血小板凝集の異常がみられるのは血小板無力症である。1918年にグランツマンによって報告された疾患で、フィブリノーゲン受容体であるGPIIb/IIIaの遺伝的な異常があることが原因とされる。血小板数の減少はみられない。
顆粒放出の異常としては、Gray Platelet症候群、ストレージプール病などがある。これらの疾患では、α顆粒や濃染顆粒などの細胞小器官が欠損する。また、顆粒内の物質を生成する経路であるアラキドン酸カスケードの異常や、トロンボキサンA2受容体の異常なども原因となるが、いずれもまれである。血小板凝固活性の異常としては、スコット症候群があり、これは血小板細胞膜の酸性リン脂質の異常によって起こる。

#### 後天異常
後天的な血小板機能異常としては、慢性腎不全、骨髄異形成症候群(MDS)などの疾患によるものがある。慢性腎不全では、血小板の粘着異常、凝集異常、凝集促進能が低下することが知られているが、その原因は不明である。症状は人工透析によって改善することも少なくない。そのほか、血小板増加の一次性増加症として述べた本態性血小板血症や、薬剤による血小板減少の例で述べたアスピリンなどによっても、血小板機能の異常が起こる。